# Cochlearia amana
Cochlearia amana là một loài thực vật có hoa trong họ Cải. Loài này được Contandr. & Quézel mô tả khoa học đầu tiên năm 1976.